# Phlegmariurus mollicomus
Phlegmariurus mollicomus é uma espécie de planta do gênero Phlegmariurus e da família Lycopodiaceae. 

## Taxonomia
A espécie foi descrita em 2012 por Benjamin Øllgaard. 
Os seguintes sinônimos já foram catalogados:  
- Lycopodium mollicomum  Spring
- Huperzia mollicoma  (Spring) Holub
- Urostachys mollicomus  (Spring) Nessel

## Forma de vida
É uma espécie epífita e herbácea. 

## Descrição
Vide descrição em ingles. 
| Caule                 | Caule                                                     |
| --------------------- | --------------------------------------------------------- |
| cor da parte basal    | verde a castanha                                          |
| tipo de caule         | pendente/reto ou arqueado                                 |
| Folha                 |                                                           |
| formato das folhas    | isófila                                                   |
| lâmina dos micrófilos | acicular à subulada                                       |
| inserção das folhas   | patente/reflexa recurvada ou adpressa/não torcida na base |
| base foliar           | curta/verde                                               |
| esporófilo            | iguais às folha vegetativa                                |
| Esporângio            |                                                           |
| forma das duas valvas | iguais                                                    |
| forma do esporângio   | reniforme/globoso                                         |
| Esporo                |                                                           |
| tipo de esporo        | foveolado                                                 |

## Conservação
A espécie faz parte da Lista Vermelha das espécies ameaçadas do estado do Espírito Santo, no sudeste do Brasil. A lista foi publicada em 13 de junho de 2005 por intermédio do decreto estadual nº 1.499-R. 

## Distribuição
A espécie é encontrada nos estados brasileiros de Espírito Santo, Minas Gerais, Paraná, Rio de Janeiro, Santa Catarina e São Paulo. 
Em termos ecológicos, é encontrada nos  domínios fitogeográficos de Floresta Amazônica e Mata Atlântica, em regiões com vegetação de floresta ombrófila pluvial.